# (37433) 2002 AA19
2002 AA19 (asteroide 37433) é um asteroide da cintura principal. Possui uma excentricidade de 0.27835180 e uma inclinação de 13.42397º.
Este asteroide foi descoberto no dia 8 de janeiro de 2002 por NEAT em Haleakala.